# Ravine Bouc
Die Ravine Bouc ist ein Bach im Osten von Dominica im Parish Saint David.

## Geographie
Die kurze Ravine Bouc entspringt im Gebiet von Gueule Lion und gehört zu den Quellbächen des Stuarts River.